# Fridolin Carl Leopold Spenner
Fridolin Carl Leopold Spenner (25 de septiembre de 1798, Säckingen – † 5 de julio de 1841, Friburgo) fue un botánico y profesor alemán.

## Biografía
Era hijo de un funcionario administrativo de la Baja Austria, creció en Tiengen, y luego se mudó a Villingen-Schwenningen. Aunque Spenner mostraba ya interés temprano en la historia natural, su padre insistió en que estudiara Derecho.
En 1815, comienza sus estudios en la Universidad de Tubinga, en las áreas jurídicas y filosóficas. Luego del deceso de su padre, comienza estudios de Medicina en la Universidad de Friburgo, y también Historia natural, particularmente Botánica. Al obtener su diploma de médico en 1821, se aboca completamente al estudio de la Botánica.
Durante ese tiempo, realiza investigaciones particularmente de la flora circundante a Friburgo. De 1825 a 1829, resultado de su trabajo publica Flora Friburgensis en tres volúmenes, donde ordena la clasificación taxonómica según Carlos Linneo, siendo la primera obra en tratar así a la flora germana. En 1827, publica un trabajo florístico sobre los Nuphar minima en el área de Feldsee.
Luego Spenner publica en 1838 una descripción de la vegetación de Rench (1827).
En 1826, Spenner se muda a Schwetzingen para ordenar el herbario de Johann Michael Zeyher. Allí, conoce a Karl Friedrich Schimper. En 1829, logra el doctorado en la Universidad de Friburgo con la tesis Monographia generis Nigellae; y poco después prepara la obra Monographia generis Pulmonariae, que nunca se publicó.
En 1832, accede a una cátedra de medicina como asistente, y en 1838 es nombrado como profesor titular de la Universidad de Friburgo, manteniendo su enlace académico con la Botánica, llegando a ser curador y director del Jardín botánico de la Universidad de Friburgo, trabajando con Karl Julius Perleb.

## Honores

### Epónimos
- Carl Friedrich Philipp von Martius lo honra nombrando el género Spennera de la familia Melastomataceae, sin. Aciotis.
- Jean Gaudin nombró una especie del género Nuphar, y lo honra en el híbrido Nuphar × spenneriana, sin. Nuphar × intermedia.

## Obra
- Flora Friburgensis et Regionum Proxime Adjacentium – Friburgi Brisgoviae, 1825–1829
- Monographia genesis Nigellae – Friburgi Brisgoviae, 1829
- Handbuch der angewandten Botanik oder praktische Anleitung zur Kenntniss der medizinisch, technisch und ökonomisch gebräuchlichen Gewächse Teutschlands und der Schweiz – Freiburg, 1834–36
- Teutschlands phanerogamische Pflanzengattungen in analytischen Bestimmungstabellen nach dem natürlichen und linneischen Systeme: mit einem latein und teutschen terminologischen Wörterbuche – Freiburg Breisgau, 1836
- En: Theodorus Fridericus Ludovicus Nees (Hrsg.) Genera plantarum florae Germanicae iconibus bearbeitete Spenner:
  - Bd.: Plantarum dicotyledonearum subclassis secunda: Gamopetalae, 2[,1] (1843)
  - Genera plantarum florae Germanicae iconibus et descriptionibus illustrata.

- La abreviatura «Spenn.» se emplea para indicar a Fridolin Carl Leopold Spenner como autoridad en la descripción y clasificación científica de los vegetales.[1]